# Star Bharat
Star Bharat é um canal de televisão por assinatura indiano pertencente à Disney Star, que faz parte da The Walt Disney Company India. Ele exibe programas de dramas, crimes e comédia. O canal foi lançado em 1º de novembro de 2004 como Star One, recebendo sua marca atual em 15 de agosto de 2017.

## História
O canal foi lançado pela primeira vez como Star One, um canal juvenil de televisão por assinatura indiano que transmitia principalmente em hindi em 1º de novembro de 2004. Parte da rede Star TV da News Corporation na Ásia e distribuído internacionalmente pela Fox International Channels. Em novembro de 2006, Star One, juntamente com Star Gold, foi lançado no Reino Unido pela Sky.
Star One foi renomeado como Life OK em 18 de dezembro de 2011. Seu sinal britânico continuou transmitindo no Reino Unido e na Irlanda até 28 de maio de 2012, quando também foi renomeado como Star Life OK.
Em 15 de agosto de 2017, o Life OK se tornou Star Bharat.
Em 30 de dezembro de 2020, a Disney anunciou que a marca Star seria substituída pela marca Utsav no Reino Unido e na Europa a partir de 22 de janeiro de 2021. Em 22 de janeiro de 2021, Star Bharat tornou-se Utsav Bharat.